# پرواز شماره ۲۹۱ ایران ایر
پرواز شماره ۲۹۱ هواپیمایی ایران‌ایر یک پرواز تجاری با هواپیمای مسافربری بویینگ ۷۲۷ متعلق به شرکت هواپیمایی ایران‌ایر بود که در تاریخ ۱ بهمن ۱۳۵۸ از فرودگاه مشهد به مقصد تهران پرواز کرد اما در ۳۰ کیلومتری شمال شرق فرودگاه مهرآباد با کوه‌های لشکرک برخورد کرد. در این حادثه تمامی ۱۲۸ سرنشین این پرواز کشته شدند و هواپیما به کلی از بین رفت.

## شرح حادثه
هواپیمای بویینگ ۷۲۷ مدل ۱۰۰ با علامت ثبت EP-IRD متعلق به شرکت هواپیمایی ملی ایران در ساعت ۱۷ و ۴۰ دقیقه محلی روز ۱ بهمن ۱۳۵۸ با ۱۲۸ سرنشین شامل ۸ کادر پرواز و ۱۲۰ مسافر از فرودگاه مشهد به مقصد تهران، فرودگاه مهرآباد شروع به پرواز کرد و در ساعت ۱۸ و ۵۲ دقیقه محلی خلبان ضمن تماس با مرکز کنترل تقرب پرواز برای طرح تقرب ILS 1 مجاز می‌شود. با این وجود ۱۹ دقیقه بعد هواپیما در حدود ۳۰ کیلومتری شمال شرق فرودگاه مهرآباد در ارتفاع ۲۶۵۱ متری از سطح دریا به ارتفاعات ورجین از کوه‌های لشکرک برخورد می‌کند.
قطعات این هواپیما در محیطی به شعاع یک کیلومتر پراکنده و متلاشی می‌شود و تمامی ۱۲۸ سرنشین آن جان باختند.

## بررسی حادثه
پس از این سانحه کمیسیونی از متخصصان سازمان هواپیمایی کشوری، هما و نیروی هوایی زیر نظر بازرسی وزارت دفاع ملی و به سرپرستی مصطفی چمران، وزیر وقت دفاع ملی، تشکیل شد. نتایج بررسی‌های این کمیسیون یک ماه بعد از حادثه و در تاریخ ۵ اسفند ۱۳۵۸ اعلام شد.

### علت حادثه
کمیتهٔ بررسی به صورت این سانحه غیرفعال بودن ILS (تجهیزات ارسال سیگنال به هواپیما جهت فرود مناسب) و رادار زمینی اعلام شد.

## نکات
- این سانحه نخستن سانحه هوایی شرکت ایران ایر و همچنین نخستین سانحه هواپیماهای مسافربری در تاریخ ایران است.
- در همین رابطه ۶ نفر از متهمان این سانحه شامل مدیران سازمان هواپیمایی کشوری و مسئولین مراقبت پرواز فرودگاه مهرآباد بنا به دستور دادستان کل کشور و به اتهام قتل شبه عمد محاکمه شدند. این افراد بلافاصله پس از حادثه دستگیر و تحویل زندان قصر شدند.[۳]
- در بیانیه کمیسیون بررسی این سانحه آمده‌است: «انقلاب اسلامی ایران نمی‌تواند در سرنوشت انسان‌ها بی‌طرف باشد و از ذره‌ای ستم بر حق کسی صرف‌نظر کند یا حقایق اساسی و ضروری را از مردم پوشیده بدارد.»
- به منظور بررسی این سانحه نوارهای مخصوص هواپیما به آلمان و فرانسه ارسال شد.
- گفته می‌شود در روند بررسی این سانحه بازماندگان قربانیان سانحه در جلسات کمیسیون بررسی و تهیه گزارش نهایی علت حادثه شرکت داشتند.